# Wakatsuki (1943)
El Wakatsuki (若月 luna creciente?) fue el sexto destructor de la Clase Akizuki. Sirvió en la Armada Imperial Japonesa durante la Segunda Guerra Mundial, en una carrera de poco menos de año y medio. 

## Historia
Apenas una semana después de su entrada en servicio, ofreció apoyo en Hashirijima tras la explosión interna que hundió al Mutsu en esa isla de la bahía de Hiroshima. Participó el 2 de noviembre de 1943 en una misión de ataque a Bougainville, que se transformó en la batalla de la bahía de la Emperatriz Augusta cuando los atacantes japoneses fueron interceptados por una fuerza estadounidense.
Hasta finales de 1943 realizó misiones de escolta de naves que se trasladaban entre diversas bases navales japonesas, incluyendo las islas principales. Estas singladuras incluían unidades de importancia, como los portaaviones Shōkaku y Zuikaku, que fueron escoltados desde Kure a Singapur entre el 6 y el 13 de febrero de 1944, o el Taihō, de Kure a Lingga entre el 28 de marzo y el 4 abril. Unos tres meses después, el 19 de junio de 1944 y durante la batalla del Mar de Filipinas, ayudó junto a su gemelo Hatsuzuki a rescatar a los náufragos del torpedeado Taihō, transfiriendo al almirante Jisaburō Ozawa al crucero pesado Haguro. El 25 de octubre del mismo año, y durante la batalla del Golfo de Leyte, auxilió a los náufragos de otros dos portaaviones hundidos, en esta ocasión del Zuikaku y el Zuihō.
Su final llegó el 11 de noviembre de 1944, durante una misión de escolta a un convoy que transportaba tropas a Ormoc, en Filipinas. Un ataque aéreo de aparatos de la Task Force 38 lo hizo estallar y hundirse con gran pérdida de vidas en la bahía de Ormoc, al oeste de Leyte, en la posición (10°50′N 124°35′E / 10.833, 124.583). Entre las víctimas se encontraba el capitán del Wakatsuki, Yasuatsu Suzuki. 